# ジョナサン・エルリック
ジョナサン・ダリオ・エルリック（ヘブライ語：יונתן דאריו ארליך、Jonathan Dario Erlich、1977年4月5日 - ）は、アルゼンチン・ブエノスアイレス出身のイスラエルの男子プロテニス選手。ダブルスのスペシャリストとして知られ、2008年全豪オープン男子ダブルスで同じイスラエルのアンディ・ラムとペアを組んで優勝した。身長180cm、体重78kg、右利き。
シングルスにはほとんど出場せず、ダブルスのみに活動を絞っている。ATPツアーでシングルスの優勝はないが、ダブルスで2008年全豪オープンを含む18勝を挙げている。ATP自己最高ランキングはシングルス292位、ダブルス5位。

## 来歴
アルゼンチンの首都ブエノスアイレスでアルゼンチン系ユダヤ人の両親の長男として生まれ、1歳の時にイスラエルのハイファに移住した後、イスラエルに帰化した。
3歳からテニスを始め、7歳で初めてのトーナメントに出場した。少年時代はサッカーもプレーしていたが、12歳の時に職業としてテニスを選択した。ジュニア時代はITFジュニアサーキットへの出場はあまり無かったが、唯一のグランドスラムジュニア参加大会となった1994年ウィンブルドン選手権男子ジュニアダブルスでベスト8の成績を残している。1996年にプロ入りし、2000年から男子テニス国別対抗戦デビスカップイスラエル代表選手になり、2001年後半からダブルスでアンディ・ラムとペアを組み始めた。2003年から、ラムとのペアは男子ツアーのダブルスで成績を伸ばし始め、2003年ウィンブルドン選手権男子ダブルスでヨナス・ビョルクマン/トッド・ウッドブリッジ組との準決勝に進んだ。2004年アテネ五輪男子ダブルスにも第8シードで出場し、ドイツのニコラス・キーファー/ライナー・シュットラー組との準々決勝まで進出した。2005年全米オープン男子ダブルスでベスト8に進出した。
2006年にはラムとのダブルスで年間4勝を挙げ、世界ランキング上位8組のみに出場資格が与えられるATPツアー年間最終戦テニス・マスターズ・カップのダブルスにも初出場を果たし、2007年8月にはラムとともに「ユダヤ人スポーツ財団」を設立した。9月20日-23日にデビスカップ2007ワールドグループ・プレーオフが行われ、イスラエルはチリを「3勝2敗」で破り、世界最上位16か国からなるワールドグループ昇格を決めた。デビスカップでは、イスラエルは「ヨーロッパ・アフリカゾーン」に振り分けられ、ワールドグループでのプレーは1994年以来となる。
2008年全豪オープン男子ダブルスでは、ラムとのダブルスで第8シードから初の決勝戦に勝ち上がり、アルノー・クレマン/ミカエル・ロドラ組を7-5, 7-6のストレートで破って初優勝した。デビスカップ2008ワールドグループ1回戦では、イスラエルはスウェーデンと対戦した。ラムとは第3試合のダブルス戦に順当に勝ったが、2勝2敗で迎えた最終第5試合のシングルス戦でイスラエルのハレル・レビがスウェーデンのヨナス・ビョルクマンに敗れたため、イスラエルはスウェーデンに2勝3敗で敗れた。9月のワールドグループ・プレーオフではペルーに4勝1敗で勝ち、ワールドグループ残留を決めた。また、ラムとは北京五輪でもダブルスでペアを組み、第3シードのイスラエル代表として2大会連続出場を果たしたが、1回戦でアルノー・クレマン/ミカエル・ロドラ組に4-6, 4-6のストレートで敗れた。9月には右肘を痛めてツアーを離脱し、手術を行った。
2009年4月第4週のATPチャレンジャーツアーのエーゲ・テニスカップで復帰すると、デビスカップ2009準々決勝ロシア戦ではラムとのダブルスでイゴーリ・クニツィン/マラト・サフィン組に勝利し、イスラエルの準決勝進出に貢献した。同年9月にはダブルスランキングがツアー離脱前の6位タイから278位まで落ちることもあったが、アルノー・クレマンと組んでノーシードで出場した2010年全豪オープン男子ダブルスでネナド・ジモニッチ/ダニエル・ネスター組との準々決勝まで進出する好成績を収め、この活躍もあって翌2月15日付のATPダブルスランクではトップ100復帰を果たしている。
2012年ロンドン五輪で3度目のオリンピックに出場し、2回戦では前回金メダルを獲得したスイスのロジャー・フェデラー/スタニスラス・ワウリンカ組に1-6, 7-6(5), 6-3で勝利し、ベスト8に進出した。準々決勝ではブライアン兄弟に6-7(4), 6-7(10)で敗れた。9月のデビスカップ2012ワールドグループ・プレーオフでは日本と対戦してイスラエルは3勝2敗で勝利し、3年ぶりのワールドグループ復帰を果たした。
普段からシングルスにはほとんど出場せず、4大大会の男子シングルスには予選も含めて一度も出場記録が無い。2010年2月時点での最後のATPツアーシングルス出場は2007年10月のリヨン・グランプリ予選1回戦でヤロスラフ・レビンスキーに6-4, 3-6, 6-7(5)のフルセットで敗れた試合が最後となっている。また、ツアーシングルス通算成績の点で見ても、6勝6敗に留まっている。

## ATPツアー決勝進出結果

### ダブルス：37回（18勝19敗）
| 結果   | No. | 決勝日         | 大会                   | サーフェス        | パートナー             | 対戦相手                                              | スコア                |
| ------ | --- | -------------- | ---------------------- | ----------------- | ---------------------- | ----------------------------------------------------- | --------------------- |
| 優勝   | 1.  | 2000年7月10日  | ニューポート           | 芝                | ハレル・レビ           | カイル・スペンサー ミッチ・スプレンゲルマイヤー       | 7–6(2), 7–5           |
| 優勝   | 2.  | 2003年9月29日  | バンコク               | ハード            | アンディ・ラム         | ヤルコ・ニエミネン アンドリュー・クラッツマン         | 6–3, 7–6(4)           |
| 優勝   | 3.  | 2003年10月13日 | リヨン                 | カーペット (室内) | アンディ・ラム         | ニコラ・マユ ジュリアン・ベネトー                     | 6–1, 6–3              |
| 準優勝 | 1.  | 2004年1月11日  | チェンナイ             | ハード            | アンディ・ラム         | ラファエル・ナダル トミー・ロブレド                   | 6–7(3-7), 6–4, 3–6    |
| 準優勝 | 2.  | 2004年2月23日  | ロッテルダム           | ハード (室内)     | アンディ・ラム         | ポール・ハンリー ラデク・ステパネク                   | 7–5, 6–7(5-7), 5–7    |
| 優勝   | 4.  | 2004年10月11日 | リヨン                 | カーペット (室内) | アンディ・ラム         | ラデク・ステパネク ヨナス・ビョルクマン               | 7–6(7-2), 6–2         |
| 優勝   | 5.  | 2005年2月25日  | ロッテルダム           | ハード            | アンディ・ラム         | シリル・スーク パベル・ビズネル                       | 6–4, 4–6, 6–3         |
| 優勝   | 6.  | 2005年6月20日  | ノッティンガム         | 芝                | アンディ・ラム         | シーモン・アスペリン トッド・ペリー                   | 4–6, 6–3, 7–5         |
| 準優勝 | 3.  | 2005年7月31日  | ロサンゼルス           | ハード            | アンディ・ラム         | リック・リーチ ブライアン・マクフィー                 | 3–6, 4–6              |
| 準優勝 | 4.  | 2005年8月13日  | トロント               | ハード            | アンディ・ラム         | ウェイン・ブラック ケビン・ウリエット                 | 7–6(7-5), 3–6, 0–6    |
| 準優勝 | 5.  | 2005年10月2日  | バンコク               | ハード (室内)     | アンディ・ラム         | ポール・ハンリー リーンダー・パエス                   | 7–6(7-5), 1–6, 2–6    |
| 準優勝 | 6.  | 2005年10月16日 | ウィーン               | ハード (室内)     | アンディ・ラム         | ネナド・ジモニッチ ダニエル・ネスター                 | 3–5, 4–5(2-7)         |
| 優勝   | 7.  | 2006年1月9日   | アデレード             | ハード            | アンディ・ラム         | ポール・ハンリー ケビン・ウリエット                   | 7–6(7-4), 7–6(12-10)  |
| 準優勝 | 7.  | 2006年2月27日  | ロッテルダム           | ハード (室内)     | アンディ・ラム         | ポール・ハンリー ケビン・ウリエット                   | 6–7(4-7), 6–7(2-7)    |
| 準優勝 | 8.  | 2006年5月13日  | ローマ                 | クレー            | アンディ・ラム         | マーク・ノールズ ダニエル・ネスター                   | 4–6, 7–5, [11–13]     |
| 優勝   | 8.  | 2006年6月26日  | ノッティンガム         | 芝                | アンディ・ラム         | イーゴリ・クニツィン ドミトリー・トゥルスノフ         | 6–3, 6–3              |
| 優勝   | 9.  | 2006年8月28日  | ニューヘイブン         | ハード            | アンディ・ラム         | マリウシュ・フィルステンベルク マルチン・マトコフスキ | 6–3, 6–3              |
| 優勝   | 10. | 2006年10月2日  | バンコク               | ハード (室内)     | アンディ・ラム         | アンディ・マリー ジェイミー・マリー                   | 6–2, 2–6, [10–4]      |
| 準優勝 | 9.  | 2007年3月4日   | ラスベガス             | ハード            | アンディ・ラム         | ボブ・ブライアン マイク・ブライアン                   | 6–7(6–8), 2–6         |
| 準優勝 | 10. | 2007年3月18日  | インディアンウェルズ   | ハード            | アンディ・ラム         | マルティン・ダム リーンダー・パエス                   | 4–6, 4–6              |
| 準優勝 | 11. | 2007年8月5日   | ワシントンD.C.         | ハード            | アンディ・ラム         | ボブ・ブライアン マイク・ブライアン                   | 6–7(5-7), 6–3, [7–10] |
| 優勝   | 11. | 2007年8月19日  | シンシナティ           | ハード            | アンディ・ラム         | ボブ・ブライアン マイク・ブライアン                   | 4–6, 6–3, [13–11]     |
| 優勝   | 12. | 2008年1月26日  | 全豪オープン           | ハード            | アンディ・ラム         | アルノー・クレマン ミカエル・ロドラ                   | 7–5, 7–6(7-4)         |
| 優勝   | 13. | 2008年3月21日  | インディアンウェルズ   | ハード            | アンディ・ラム         | ダニエル・ネスター ネナド・ジモニッチ                 | 6–4, 6–4              |
| 準優勝 | 12. | 2008年8月3日   | シンシナティ           | ハード            | アンディ・ラム         | ボブ・ブライアン マイク・ブライアン                   | 6–4, 6–7(2-7), [7–10] |
| 優勝   | 14. | 2010年6月13日  | イーストボーン         | 芝                | ノバク・ジョコビッチ   | カロル・ベック ダビド・シュコッホ                     | 6–7(6-7), 6–2, [10–3] |
| 準優勝 | 13. | 2010年10月3日  | バンコク               | ハード (室内)     | ユルゲン・メルツァー   | クリストファー・カス ビクトル・トロイツキ             | 4–6, 4–6              |
| 優勝   | 15. | 2011年6月20日  | イーストボーン         | 芝                | アンディ・ラム         | グリゴル・ディミトロフ アンドレアス・セッピ           | 6–3, 6–3              |
| 優勝   | 16. | 2011年8月27日  | ウィンストン・セーラム | ハード            | アンディ・ラム         | クリストファー・カス アレクサンダー・ペヤ             | 7–6(7-2), 6–4         |
| 準優勝 | 14. | 2012年1月8日   | チェンナイ             | ハード            | アンディ・ラム         | リーンダー・パエス ヤンコ・ティプサレビッチ           | 4-6, 4-6              |
| 優勝   | 17. | 2012年5月6日   | ベオグラード           | クレー            | アンディ・ラム         | マルティン・エメリッヒ アンドレアス・シーエストロム   | 4–6, 6–2, [10–6]      |
| 準優勝 | 15. | 2013年6月16日  | ハレ                   | 芝                | ダニエレ・ブラッチアリ | サンティアゴ・ゴンサレス スコット・リプスキー         | 2-6, 6-7(3-7)         |
| 準優勝 | 16. | 2014年7月13日  | ニューポート           | 芝                | ラジーブ・ラム         | クリス・グッチョーネ レイトン・ヒューイット           | 5–7, 4–6              |
| 優勝   | 18. | 2015年10月4日  | 深圳                   | ハード            | コリン・フレミング     | クリス・グッチョーネ アンドレ・サ                     | 6–1, 6–7(3-7), [10-6] |
| 準優勝 | 17. | 2016年2月21日  | マルセイユ             | ハード (室内)     | コリン・フレミング     | マテ・パビッチ マイケル・ヴィーナス                   | 2–6, 3–6              |
| 準優勝 | 18. | 2016年8月14日  | ロス・カボス           | ハード            | ケン・スクプスキ       | プラブ・ラジャ ディビジ・シャラン                     | 6–7(4-7), 6–7(3-7)    |
| 準優勝 | 19. | 2017年1月14日  | オークランド           | ハード            | スコット・リプスキー   | アイサム＝ウル＝ハク・クレシ マルチン・マトコフスキ   | 6–1, 2–6, [3-10]      |